# Francisco Encina
José Francisco Encina Moriamez (Concepción, 18 de diciembre de 1943) es un sociólogo y político chileno, miembro del Partido Socialista (PS). Fue diputado de la República durante cuatro periodos consecutivos, entre 1994 y 2010, ejerciendo la presidencia de la Cámara de Diputados en el período 2008-2009.
Es casado y tiene tres hijos biológicos (Viviana Encina, Loretto Encina y Gonzalo Encina).

## Estudios
Los estudios primarios los realizó en el Colegio Padres Franceses de Concepción, mientras que los secundarios en el Colegio San Agustín de Santiago.
Tras finalizar su etapa escolar, ingresó a la Universidad de Chile, donde cursó la carrera de Sociología; una vez titulado, decidió seguir especializándose, y realizó un Magíster en Desarrollo Económico en la Universidad de Viena, Austria.

## Inicios políticos
Las actividades políticas las inició durante su época de universitario, como dirigente de la Facultad de Ciencias Sociales de la Universidad de Chile.
Posteriormente ingresó al Partido Socialista de Chile, como miembro de la Comisión Profesional y Técnica del partido, hasta 1973. 
Entre los años 1986 y 1990 fue nombrado dirigente político de su colectividad en la IV Región de Coquimbo; y desde 1992 participa como miembro del Comité Central de su partido.

## Profesión
En el ámbito profesional, se desempeñó como profesor universitario en la Universidad de Chile y en la Universidad Católica de Valparaíso, entre los años 1968 y 1973; en este último año asumió como director de programas nacionales de Inacap. También, ejerció como investigador del Instituto de Altos Estudios de Austria y consultor de política internacional de este mismo país.

## Carrera política
Entre los años 1990 y 1993 se desempeñó como Secretario Regional Ministerial de Economía en la Cuarta Región; y desarrolló la docencia en la Universidad de La Serena.
En 1993 fue elegido diputado, por el Distrito N.º 8 comunas de Ovalle, Coquimbo y Río Hurtado, en la IV Región de Coquimbo, período 1994 a 1998; integró la Comisión Permanente de Obras Públicas, Transportes y Telecomunicaciones; la de Vivienda y Desarrollo Urbano y la de Régimen Interno, Administración y Reglamento.
En diciembre de 1997 fue reelecto diputado, por el mismo Distrito, período, 1998 a 2002; integró la Comisión Permanente de Economía, Fomento y Reconstrucción y la de Defensa Nacional, la que presidió. Miembro de la Comisión Investigadora de Irregularidades en Aduanas; y de la Comisión Especial de Turismo.
En diciembre de 2001 fue nuevamente electo diputado, siempre en representación del Partido Socialista, PS, por el mismo Distrito N.º 8, período 2002 a 2006; integró la Comisión Permanente de Relaciones Exteriores, Asuntos Interparlamentarios e Integración Latinoamericana; la de Minería y Energía; y la de Economía, Fomento y Desarrollo.
Miembro de la Comisión Especial sobre Seguridad Ciudadana, la que presidió.
En diciembre de 2005 fue reelecto diputado, por el mismo Distrito N.º 8, para el período 2006 a 2010; integra la Comisión Permanente de Defensa Nacional; la de Minería y Energía, que preside; la de Hacienda; la de Economía, Fomento y Reconstrucción.
Miembro de la Comisión Especial de Seguridad Ciudadana y de Drogas; Especial Cuerpo de Bomberos de Chile; de la Comisión Investigadora sobre Casinos de Juego; Investigadora Asesorías Efectuadas en Reparticiones Gubernamentales; Investigadora sobre CODELCO Chile.
Fue elegido Presidente de la Cámara de Diputados de Chile, con 66 votos de la sala, en reemplazo del fallecido diputado don Juan Bustos; el 14 de agosto de 2008, cargo que servirá hasta marzo de 2009.

## Historial electoral

### Elecciones parlamentarias de 1993
- Elecciones parlamentarias de 1993 a diputados para el distrito 8 (Coquimbo, Ovalle y Río Hurtado)[1]

### Elecciones parlamentarias de 1997
- Elecciones parlamentarias de 1997 a diputados para el distrito 8 (Coquimbo, Ovalle y Río Hurtado)[2]

### Elecciones parlamentarias de 2001
- Elecciones parlamentarias de 2001 a diputados para el distrito 8 (Coquimbo, Ovalle y Río Hurtado)[3]

### Elecciones parlamentarias de 2005
- Elecciones parlamentarias de 2005 a diputados para el distrito 8 (Coquimbo, Ovalle y Río Hurtado)[4]